# كيت مايهيو
كيت مايهيو (بالإنجليزية: Kate Mayhew)‏ هي ممثلة أمريكية، ولدت في 2 سبتمبر 1853 في إنديانابوليس في الولايات المتحدة، وتوفيت في 16 يونيو 1944.

## وصلات خارجية
- كيت مايهيو على موقع IMDb (الإنجليزية)
- كيت مايهيو على موقع قاعدة بيانات برودواي على الإنترنت (الإنجليزية)